# Abtei St. Erentraud (Kellenried)

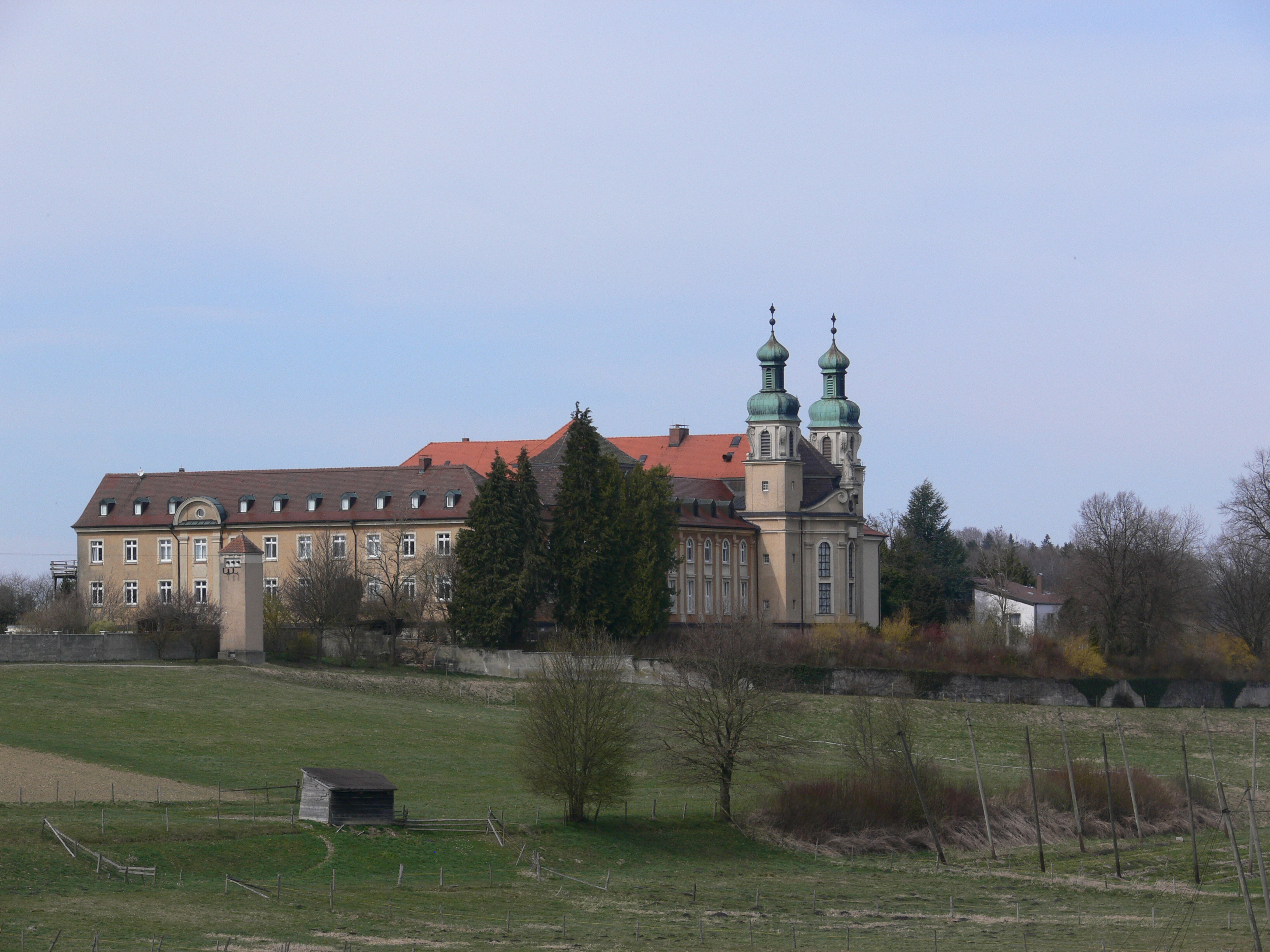
Abtei St. Erentraud

Die Abtei St. Erentraud im Ortsteil Kellenried der Gemeinde Berg bei Ravensburg wurde 1924 als Benediktinerinnen-Kloster der Beuroner Kongregation gegründet. Das bestehende Kloster ist als Kulturdenkmal ausgewiesen.

## Geschichte
Die ersten Schwestern kamen aus dem Kloster St. Hemma in Gurk, Kärnten, und aus der Abtei St. Gabriel, Bertholdstein. Benannt wurde das Kloster nach der heiligen Erentraud, der ersten Äbtissin der Benediktinerinnenabtei Nonnberg in Salzburg. Die Wahl des Ortes ging maßgeblich auf den damaligen Erzabt von Beuron, Raphael Walzer, zurück, der das kinderlose Ehepaar Johann und Rosalie Marschall dazu brachte, 22 Morgen Land für das gottgefällige Werk zu stiften.
Die Abteikirche St. Erentraud wurde in barockisierendem Stil vom Freiburger Oberregierungsbaurat Adolf J. Lorenz am westlichen Rücken des Schussentals erbaut. Die Grundsteinlegung war am 15. Juli 1923. Der Architekt vereinigte in dem Klosterbau Elemente des Neubarock, des Jugendstils und aus Neuer Sachlichkeit. Das Kloster wurde am 7. September 1924 bezogen.
Nach finanziell begründeter Unterbrechung des Baues der Außenbauten im November 1924 wurde die Kirche, noch provisorisch eingerichtet, am 16. November 1925 benediziert. 1926 wurde das Kloster zur Abtei erhoben und Scholastika von Riccabona zur Äbtissin gewählt. Im Jahr 1930 wurde der Altar gestiftet, im Übrigen blieb die Kirche unvollständig eingerichtet.
Von 1940 bis 1945 waren die Schwestern von den Nationalsozialisten aus dem Kloster vertrieben, das Kloster von der Gestapo beschlagnahmt. Es wurde zur Unterbringung slowenischer Zwangsarbeiter genutzt.
In den Jahren von 1955 bis 1965 ergänzten der Anbau der Gästekirche, des Westflügels und die Verlängerung der Nordseite die Klosteranlage; die Kirche wurde am 15. Mai 1958 geweiht.
Von 1983 bis 1985 wurde die Kirche renoviert. Im Innenraum wurden nach den Plänen des Bildhauers Elmar Hillebrand sowohl Orte der Liturgie, der Altar, der Ambo und die Stele des Tabernakels, als auch die Fenster, das Chorgestühl und die beiden Orgeln neu gestaltet.
2010 wurde ein „Förderverein für die Abtei Kellenried“ gegründet. Im Juni 2025 gab der Konvent bekannt, dass er einen Verkauf der Klosteranlage prüfe.

## Gestaltung der Kirche

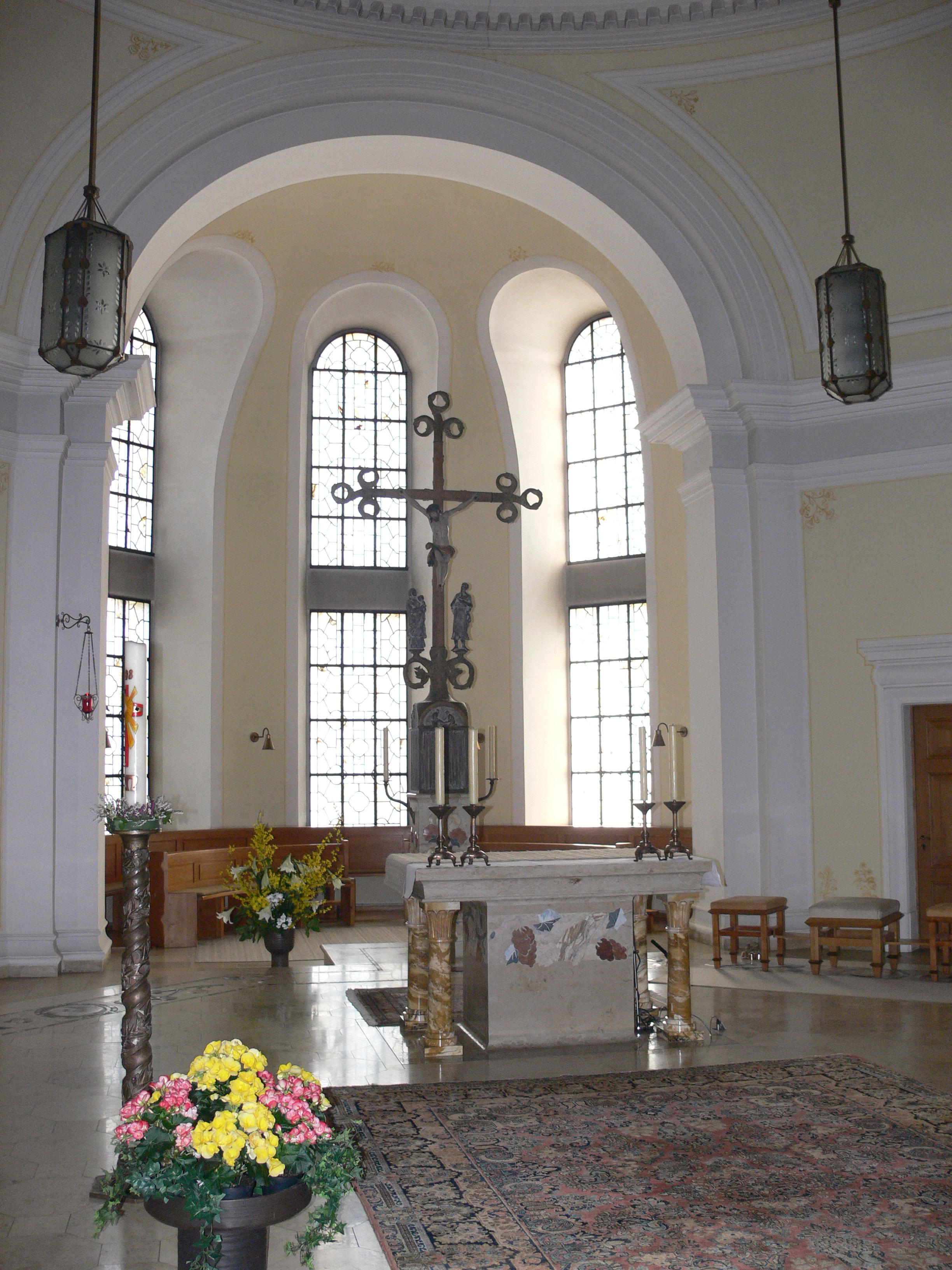
Altarinsel mit Tabernakel und Altarkreuz

### Tabernakel
Der im Raum freistehende Tabernakel ist mit Darstellungen biblischer Szenen verziert, in Rundbogenfeldern wird rechts die Begegnung von Maria von Magdala mit dem auferstandenen Jesus Christus (Joh 20,11–18 ), links das Gespräch mit dem Apostel Thomas thematisiert (Joh 20,19–29 ). Die Rückseite des Tabernakels bildet einen Gnadenstuhl ab.

### Tabernakelstele und Altarkreuz
Das Altarkreuz ist in Verbindung mit der Tabernakelstele als Baum des Lebens gestaltet. Am mit dem Boden der Altarinsel verbundenen Kreuz sind Blätter und Knospen dargestellt. Das Kreuz trägt einen vermutlich aus dem 17. Jahrhundert stammenden Corpus Christi. Dieser wird flankiert von zwei modernen Bronzefiguren. Sie bilden Maria mit einem Kelch in der Hand als Symbol der Kirche und Johannes den Täufer ab, welcher auf den Corpus als Lamm Gottes hinweist.

### Medaillonschmuck der Altarinsel
An die Geschichte des Ersten Bundes wird in Motiven der Gotteserfahrung in Medaillons erinnert. Die dargestellten „Stationen des Heils“ sind:
- die Kundschaftertraube (Num 13,23.27 EU)[10]
- der Sinai-Bund (Dtn 6,4.6 EU)[11]
- die Wolken- und Feuersäule (Ex 13,21 EU)[12]
- das Wasser aus dem Fels (Ex 17,6 EU)[13]
- die Jakobsleiter (Gen 28,10.22 EU)[14]
- der Bund mit Abraham (Gen 17,1.2 EU)[15]
- der brennende Dornbusch (Ex 3,2.14 EU)[16]
- der Noach-Bund (Gen 9,13 EU)[17]

### Orgeln

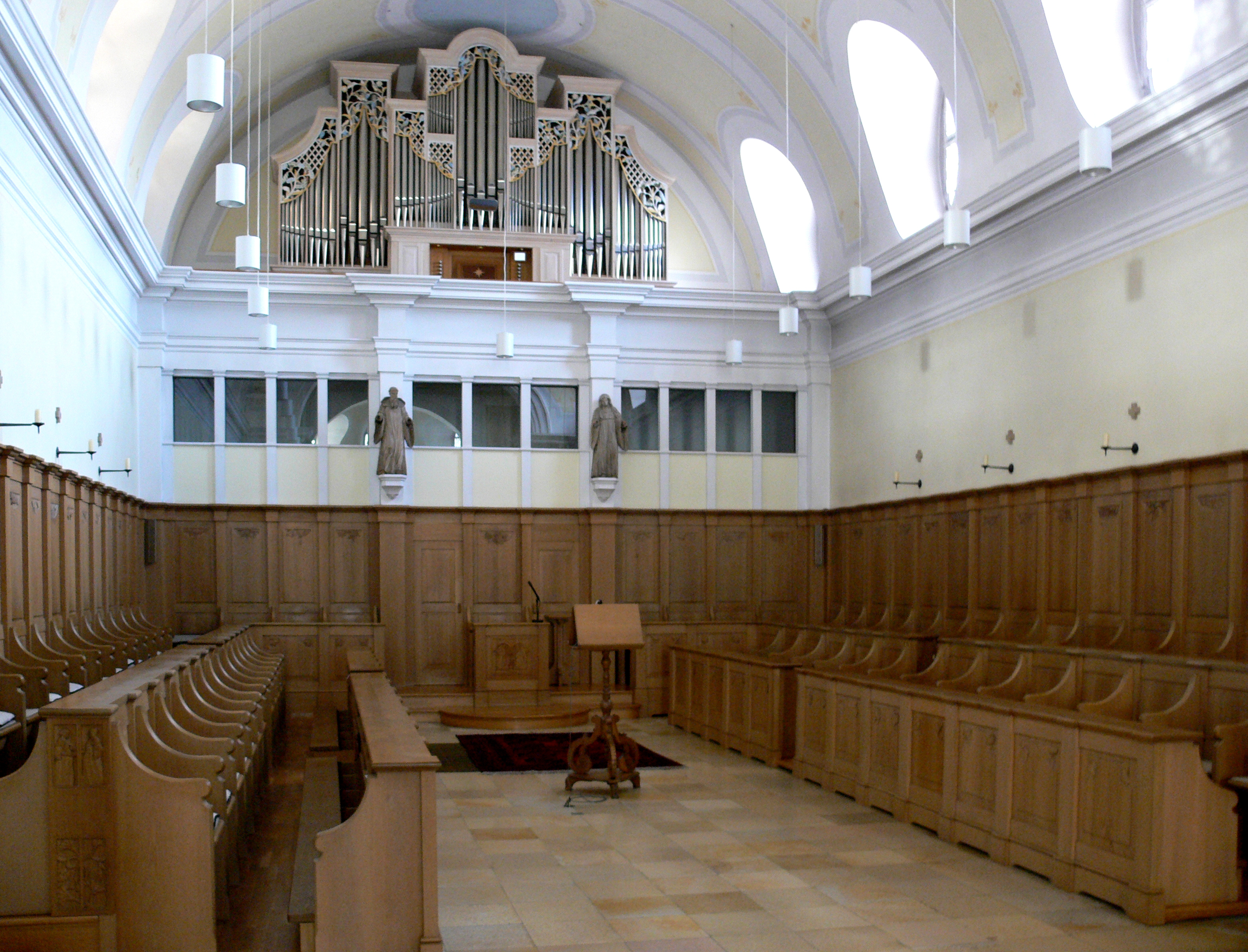
Hauptorgel mit Nonnenchor

Zwei Orgeln stehen zur Verfügung, eine Hauptorgel und eine kleinere Chororgel. Beide Orgeln stammen vom Orgelbauunternehmen Pflüger Orgelbau in Vorarlberg.

#### Hauptorgel
Die Schleifladenorgel wurde in den Jahren 1994 und 1995 gebaut. Sie verfügt unter anderem über 23 klingende Register rein mechanischer Register- und Spieltraktur und über ein Schwellwerk für das zweite Manual. Der Prospekt wurde von Elmar Hillebrand konzipiert, die Schleierbretter wurden von Klara Hillebrand und der Bildhauerin Annelie Kremer geschaffen.
| I Hauptwerk C-g’’’ |     |
| Bourdon            | 16′ |
| Principal          | 8′  |
| Rohrflöte          | 8′  |
| Weidenpfeife       | 8′  |
| Oktav              | 4′  |
| Blockflöte         | 4′  |
| Superoctav         | 2′  |
| Mixtur             | 1/3 |
| Trompete           | 8′  |

| II Schwellwerk C-g’’’ |       |
| Holzgedackt           | 8′    |
| Viola                 | 8′    |
| Schwebung             | 8′    |
| Rohrflöte             | 4′    |
| Sesquialter           | 2fach |
| Vorabzug              | 2/3′  |
| Waldflöte             | 2′    |
| Larigot               | 1/3′  |
| Sifflet               | 1′    |
| Oboe                  | 8′    |
|                       |       |
| Tremulant             |       |

| Pedal C-f’  |        |
| Subbass     | 16′    |
| Octavbass   | 8′     |
| Gedacktbass | 8′     |
| Piffaro     | 4′, 2′ |
| Vorabzug    | 4′     |
| Fagott      | 16′    |

#### Chororgel
Diese kleinere Orgel stammt aus dem Jahr 1998 und verfügt über zehn Register. Sie ist mit einer mechanischen Spieltraktur und einer elektrischen Registertraktur mit zwei freien Kombinationen ausgestattet. Die Orgel dient auch der Begleitung des Choralgesanges.

### Fenster der Apsis

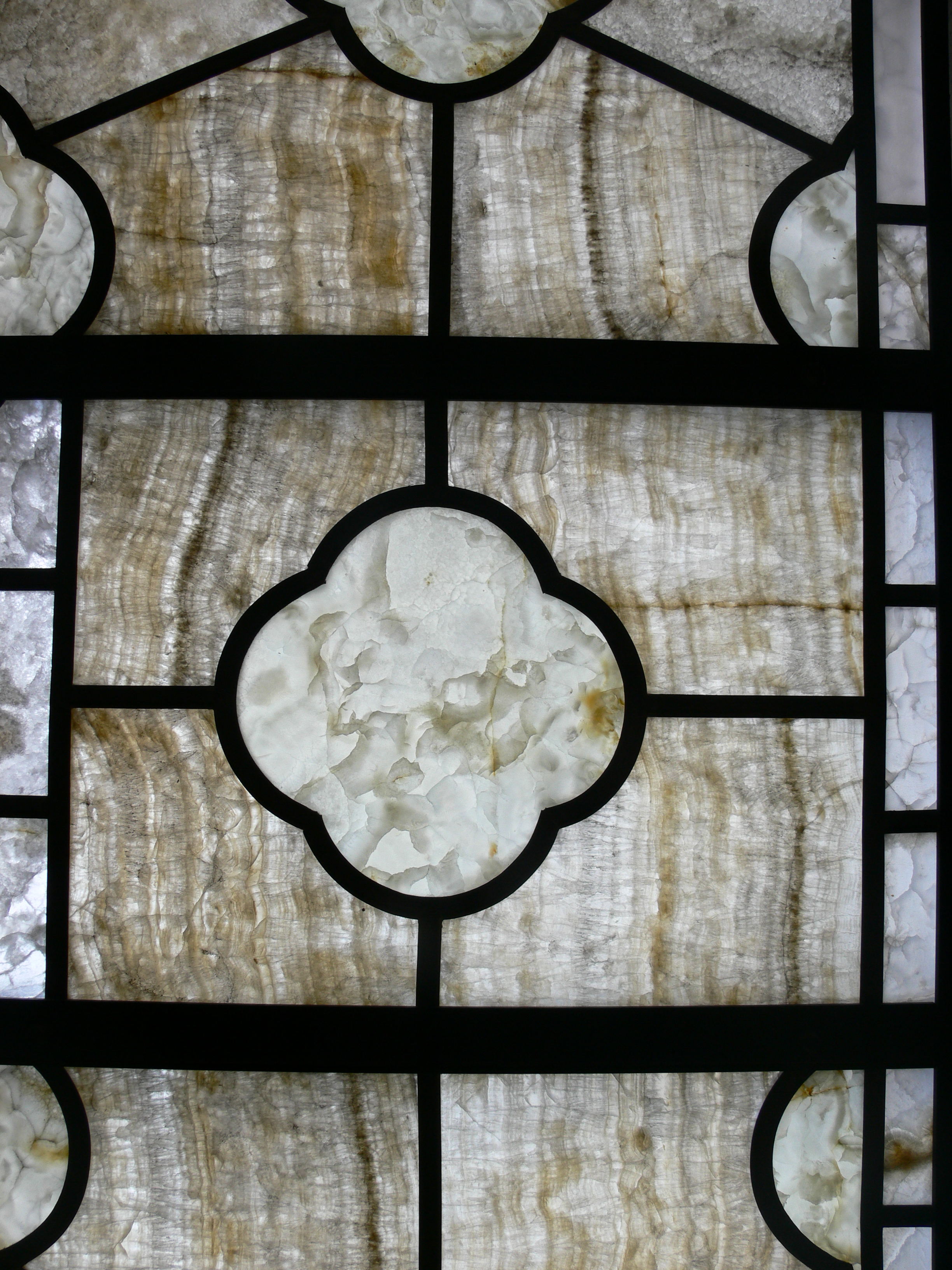
Onyxfenster

Die Fenster der Apsis enthalten 6 Millimeter dünn geschnittene Onyxscheiben aus drei verschiedenen Onyxsorten, die mit Bleiruten gefasst sind. Die so erreichte Transparenz solle nuanciert und harmonisch das Licht in den Innenraum gelangen lassen.

### Kunsthandwerkliche Ergänzungen
Über dem Chorgestühl an der Westempore stehen aus Lindenholz geschnitzte, aus dem 17. Jahrhundert stammende Figuren der Heiligen Benedikt und Scholastika.
Zwischen Weihnachten und dem 2. Februar, dem Fest Darstellung des Herrn, ist eine historische Weihnachtskrippe mit Figuren aus dem 17./18. Jahrhundert aufgestellt.

## Arbeitsbereiche
2011 wurde eine Integration eines Gästetraktes mit zwölf Einzel- und zwei Doppelzimmern in die bestehende Klosteranlage realisiert. Es werden Kurse angeboten. Neben Exerzitien sind Schwerpunkte die benediktinische Spiritualität, Kurse zu liturgischen Themen und zu Fragen der Lebensorientierung an der Bibel.
Die Schwestern betreiben eine Krippenwerkstatt, eine Kerzenwerkstatt und einen Klosterladen.
Während der Fasten- und Adventszeit und zu bestimmten Festtagen wird ein Podcast des Abendlobes aufgezeichnet, welcher über die Webseite der Diözese Rottenburg-Stuttgart sowie über einen YouTube-Kanal ausgestrahlt wird.

## Äbtissinnen
- 1926–1963: Scholastika von Riccabona (1884–1963)
- 1963–1972: Agnes Trescher (1899–1981)
- 1972–1999: Margarita Brunnhuber (1930–2025)
- 1999–2024: Maria Regina Kuhn
- Priorin-Administratorin seit 17. Dezember 2024: Veronika Kiechle